# Britannienkarte des Matthew Paris

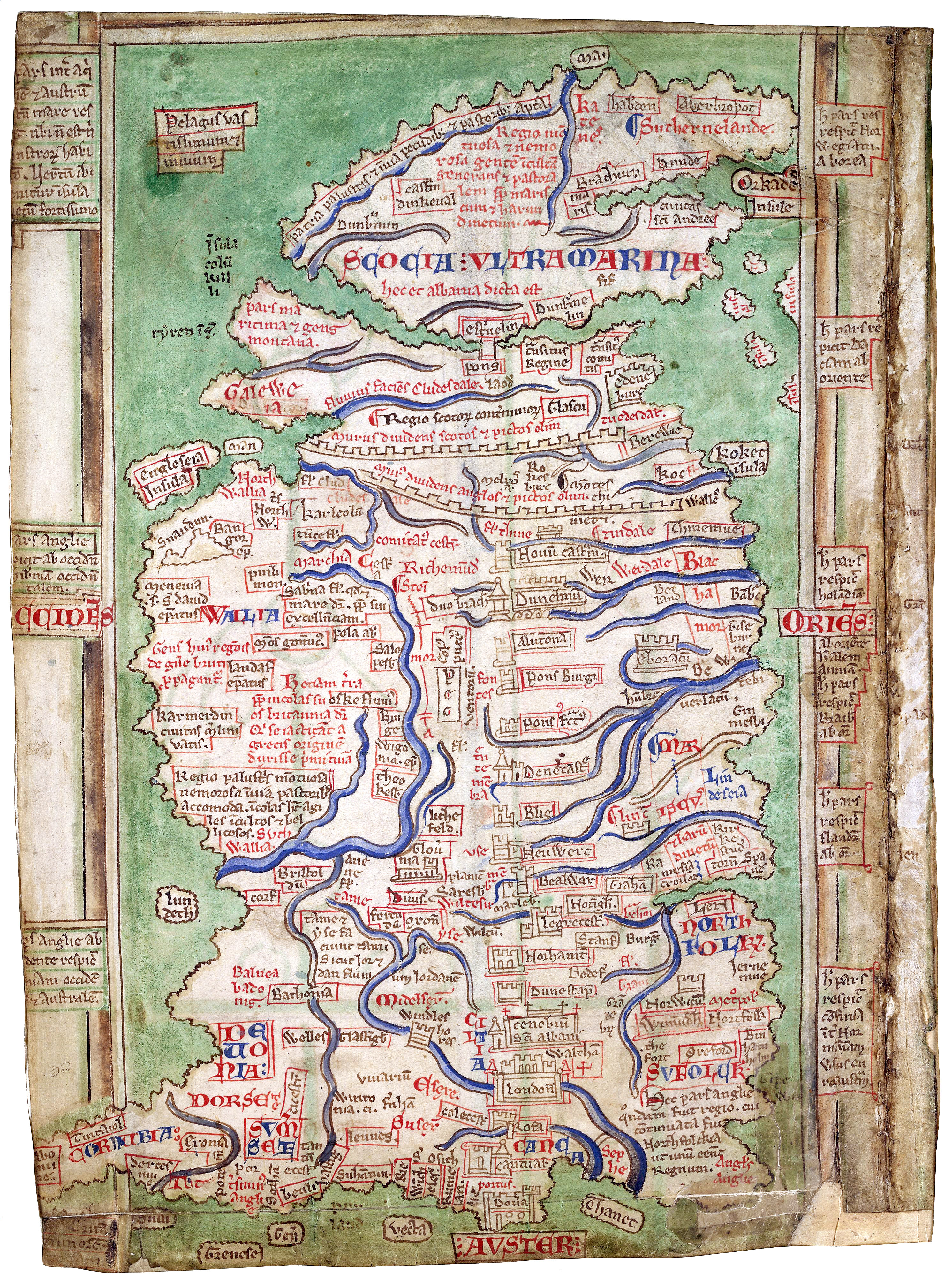
Die Britannienkarte des Matthew Paris

Die Britannienkarte des Matthew Paris ist eine mittelalterliche Landkarte Großbritanniens, die um 1250 von Matthew Paris geschaffen wurde.
Die nach Norden ausgerichtete Karte zeigt England, Wales und Schottland, wobei letzteres im Vergleich zu den beiden anderen Gebieten erheblich zu klein und informationsarm wiedergegeben und somit eher symbolisch dargestellt ist.
Wichtigstes Merkmal der Karte ist eine vertikale Hauptachse, die im Norden Englands beginnt und sich südwärts bis zur Küste des Ärmelkanals zieht. An dieser Achse aufgereiht befinden sich, jeweils im Abstand von einer bis zwei Tagesreisen, die seinerzeit wichtigsten Städte. Anfangsortschaft ist Newcastle upon Tyne, dann folgen Durham, Northallerton, Boroughbridge, Pontefract, Doncaster, Blyth, Belvoir, Leicester, Northampton, Dunstable, St Albans, London, Rochester, Canterbury und als Abschluss Dover.
Darüber hinaus enthält die Karte zahlreiche Ortsnamen, Flussläufe, Hinweise auf topographische Merkmale und eine große Anzahl weiterer Angaben. Den nördlichen Abschluss Englands gegen Schottland bilden Darstellungen des Hadrianswalles und des Antoninuswalles.
Die Britannienkarte des Matthew Paris, die bis heute in fünf Ausfertigungen erhalten ist, ist ein bedeutendes Zeugnis mittelalterlicher Kartographie, da sie eines der frühesten Beispiele mittelalterlicher Karten ist, die das Bemühen um wirklichkeitsnahe Wiedergabe geographischer Tatsachen deutlich werden lassen.